# Maximilian Leichtlin
Maximilian Leichtlin (Karlsruhe, 17 de febrero de 1831-Baden-Baden, 19 de enero de 1910) fue un botánico alemán.

## Biografía
Fue en su infancia a la escuela comunal en Karlsruhe, y trabajó como aprendiz en el jardín botánico local. Durante sus primeros años adultos, viajó por el mundo en excursiones y estuvo durante 17 años en la famosa guardería Van Houtte en Bélgica. 
En 1873 se instaló en Baden-Baden, y fundó un jardín botánico privado, donde se dedicó al cultivo de plantas raras; los bulbos y los tubérculos eran sus favoritos. 
Hacia fines del siglo, viajó a regiones donde se encuentran muchas especies de bulbos: sudeste de Europa y Asia Occidental. Así que su nombre es aún hoy en día asociado con muchas plantas bulbosas como Crocus leichtlinii, iris. 
Fue el primer especialista en ocuparse de hibridar orquídeas de modo sistemático, en el jardín botánico de Baden-Baden. El resultado de esos trabajos fue la constitución de unos sesenta híbridos y cultivares muy decorativos.

## Honores
Unas veinte especies se nombraron en su honor, como por ejemplo:
- John Baker con la especie Camassia leichtlinii (Baker) S.Watson 1874, de la familia Hyacinthaceae
- (Liliaceae), Lilium leichtlinii Hook.f. f. pseudotigrinum (Carrière) Hara & Kitam. 1985
- Tecophilaea cyanocrocus var. leichtlinii Regel[1]

- La abreviatura «Leichtlin» se emplea para indicar a Maximilian Leichtlin como autoridad en la descripción y clasificación científica de los vegetales.[2]